# Kościół Najświętszego Serca Jezusowego we Wrocławiu
Kościół Najświętszego Serca Jezusowego – rzymskokatolicki kościół parafialny Parafii Najświętszego Serca Jezusowego we Wrocławiu, w dekanacie Wrocław Katedra, w archidiecezji wrocławskiej. Znajduje się na Placu Grunwaldzkim.

## Historia i położenie
Jest to świątynia wybudowana w latach 1883-1885 przy klasztorze Sióstr Dobrego Pasterza według projektu architekta diecezjalnego Josepha Ebersa.
Kościół mieścił się na terenie parafii św. Piotra Kanizjusza. Podczas II wojny światowej otrzymał wezwanie Najświętszego Serca Jezusowego, w tym czasie ustanowiono przy nim lokalię, czyli filię parafii. Podczas oblężenia Wrocławia w 1945 roku kościół św. Piotra Kanizjusza został rozebrany w związku z budową lotniska. Kościół Najświętszego Serca Jezusowego został uszkodzony w mniejszym stopniu, w związku z tym został ustanowiony kościołem parafialnym i powierzony Salezjanom. Erygowanie parafii miało miejsce w dniu 10 kwietnia 1946 roku.

## Architektura
Kościół posiada wnętrze jednonawowe, trzyprzęsłowe, nakryte sklepieniami krzyżowymi, podzielone przez ołtarz główny, pierwotnie kamienny, wysoki, o formach neogotyckich na 2 niezależne od siebie części: przeznaczoną dla zakonnic i przeznaczoną dla świeckich, dodatkowo ołtarz jest widoczny z trzeciej części, czyli bocznej kaplicy, pierwotnie przeznaczonej dla wychowanek klasztoru. Wnętrze zostało tak zaprojektowane, aby wierni przebywający w poszczególnych częściach nie mieli ze sobą kontaktu wzrokowego i jednocześnie, aby najważniejsze miejsce w świątyni - ołtarz i odprawiający mszę świętą kapłan - było dobrze widoczne dla wszystkich wiernych. Kościół posiada formy neogotyckie, ze skromną dekoracją architektoniczną, wykonaną z glazurowanej cegły, podobnie jak inne budowle tego architekta.